# 長野県松本筑摩高等学校
長野県松本筑摩高等学校（ながのけん まつもとちくまこうとうがっこう）は、長野県松本市島立に所在する公立の高等学校。
文化祭は「くれき野祭」と称する。

## 沿革
- 1970年（昭和45年）4月1日 - 定時制・通信制独立校として、長野県松本筑摩高等学校が開校。
- 1977年（昭和52年）4月1日 - 全日制課程を設置。
- 1988年（昭和63年）4月1日 - 通信制で単位制を導入。
- 1999年（平成11年）4月1日 - 定時制に単位制を導入。
- 2007年（平成19年）4月1日 - 多部(午前部・午後部・夜間部)制・単位制に転換。
- 2009年（平成21年）3月31日 - 全日制課程を廃止。

## 教育課程
- 定時制午前部・午後部
- 定時制夜間部
- 通信制

## 教育目標
- 生徒一人ひとりの能力や個性の開発と学力の向上を図る。
- 自らを律しつつ、他人と協調し、人や自然を思いやる心や感動する心などの豊かな人間性を育成する。
- たくましく生きるため、健康の増進や体力・精神力の向上を培う。

## ギャラリー

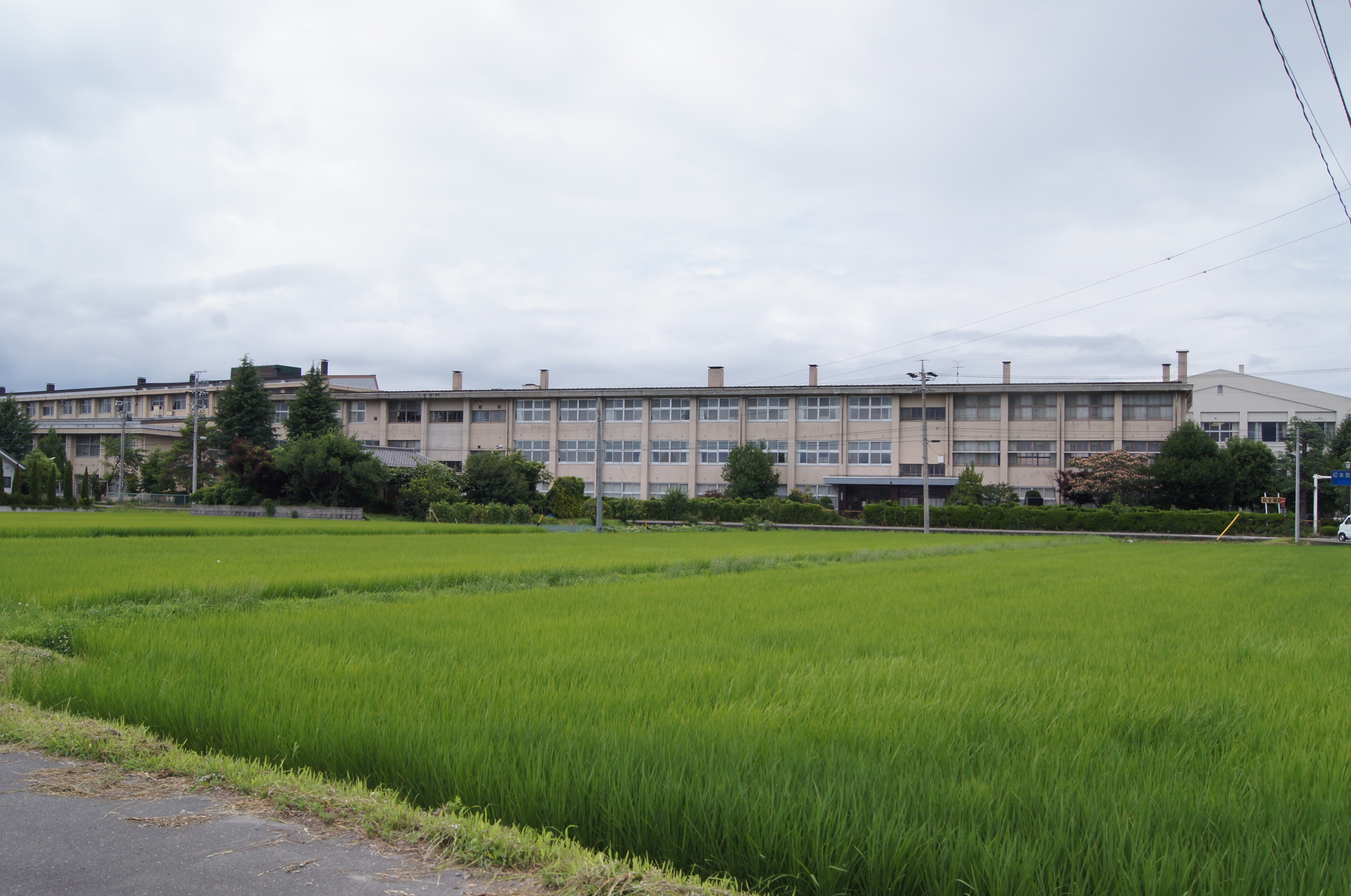
長野県松本筑摩高等学校を南側から見た全景
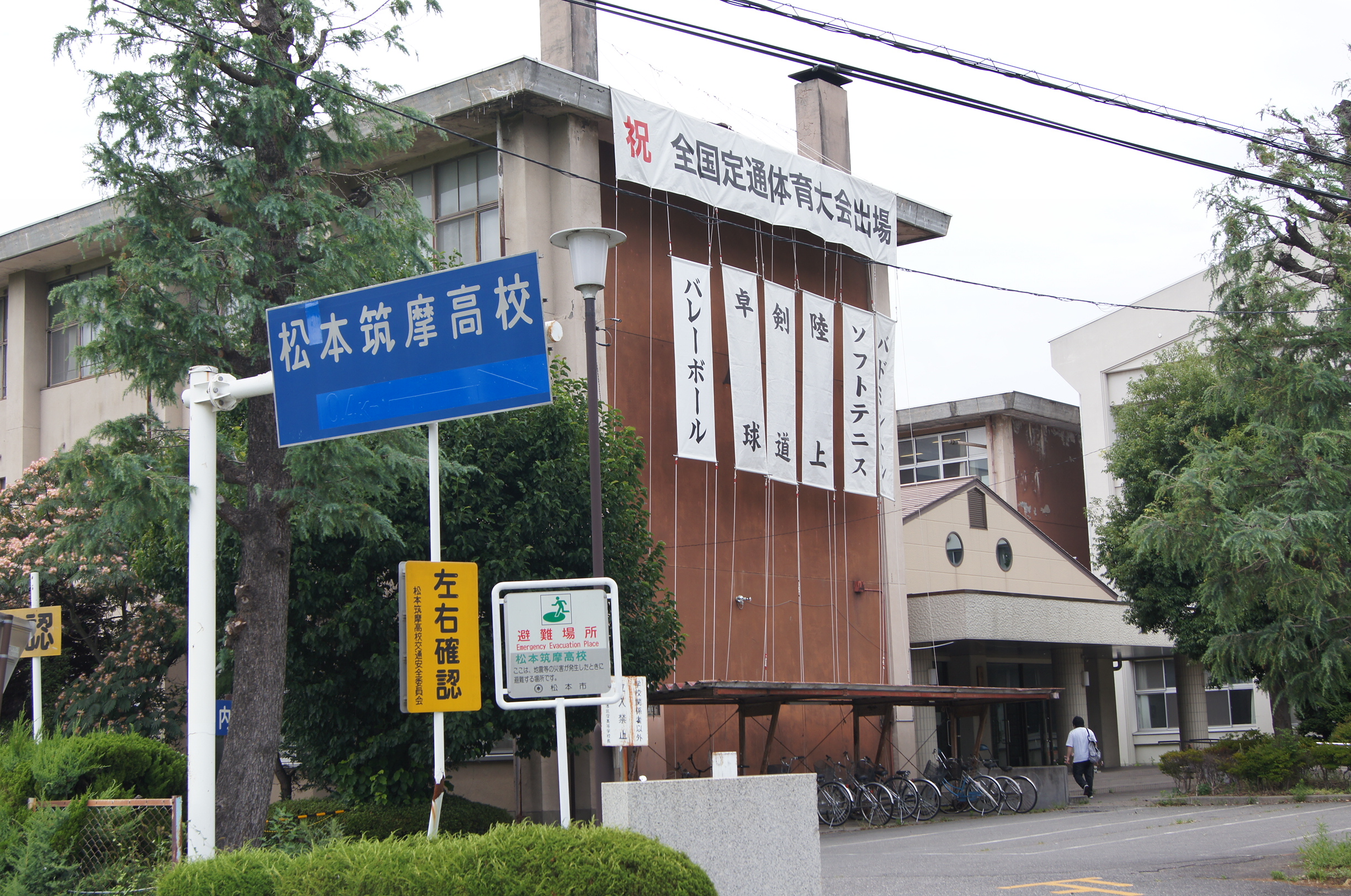
長野県松本筑摩高等学校の入り口を南側から見る
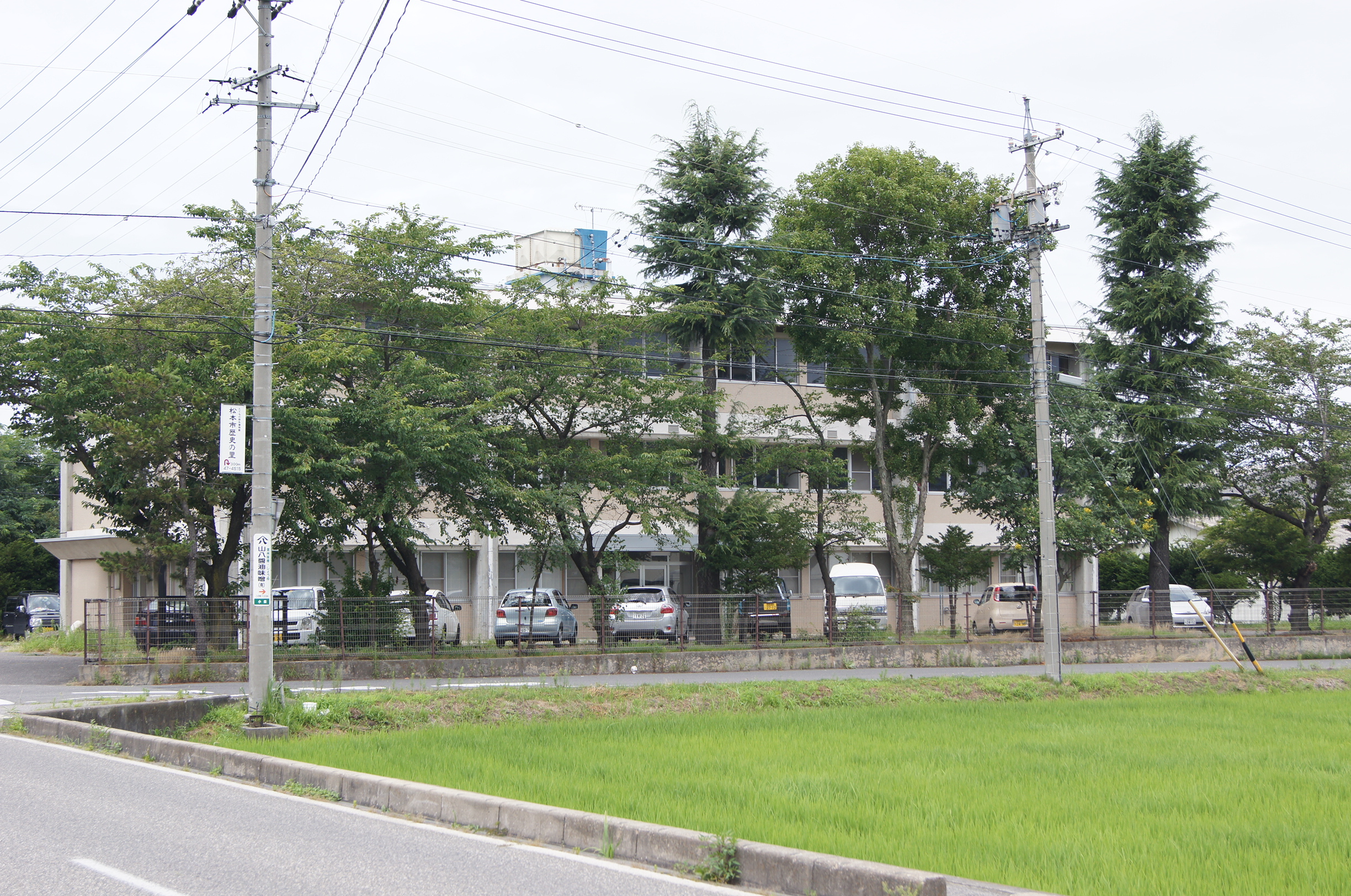
長野県松本筑摩高等学校には道路を隔てた敷地にも建物がある

## 出身者
- TATSU（ミュージシャン、ASIAN2）
- TWENTY"20"（ミュージシャン、ASIAN2）

## 校歌・応援歌
- 校歌
  - 作詞：谷川俊太郎
  - 作曲：田鎖大志朗

## 最寄駅
- 大糸線：島高松駅
- アルピコ交通上高地線（通称・松本電鉄）：大庭駅